# Czorneboh
Der Czorneboh, obersorbisch Čornobóh, ist ein Berg zwischen Hochkirch und Cunewalde in der Oberlausitz. Auf seinem Gipfel liegt der „Berggasthof Czorneboh“ mit Aussichtsturm, der inzwischen der Stadt Bautzen gehört. Der Berg gehört zu der südöstlich von Bautzen gelegenen Czorneboh-Bergkette und ist mit einer Höhe von 556,8 m ü. NHN der höchste Punkt dieses Ausläufers des Lausitzer Berglandes. Er leitet als Landschaftselement die wellige Granitlandschaft der Lausitzer Vorbergzone ein. Der Gipfel des Czorneboh liegt in der Gemarkung Meschwitz (Gemeinde Hochkirch), die Czornebohbaude jedoch in der Gemarkung Rachlau (Gemeinde Kubschütz) im Landkreis Bautzen.

## Name
Der Name Czorneboh als Bezeichnung für die früher Schleifberg oder Praschwiza genannte höchste Erhebung des Höhenzuges zwischen den Gemeinden Cunewalde und Hochkirch ist wahrscheinlich eine Erfindung des 18. Jahrhunderts. Sie nimmt ihren Anfang in einer Erwähnung Helmold von Bosaus in seiner Slawenchronik um 1168, in der er vom Überfluss an heiligen Hainen und Göttern bei den Slawen berichtet. Über den Götterglauben schrieb er: „Sie glauben nämlich, alles Glück werde von einem guten, alles Unglück aber von einem bösen Gotte gelenkt. Daher nennen sie auch den bösen Gott in ihrer Sprache Diabol oder Zcerneboch, d. h. den schwarzen Gott.“ Der pirnaische Chronist und Dominikaner Johannes Lindner übertrug 1530 den Czorneboh-Kult auf die Sorben der Lausitz. Seine Chronik gilt jedoch als fehlerhaft und daher unzuverlässig.
Um 1690 verfasste der Konrektor des Bautzener Gymnasiums, Magister Martin Grünewald eine „Kurze historische Beschreibung der Oberlausitz“, in welcher er die Verehrung des Gottes Czorneboh und Reste von Altären auf verschiedenen Bergen in der Nähe von Bautzen erwähnte, ohne jedoch konkrete Berge zu benennen.
Ende des 17. Jahrhunderts meint der sorbische  Pfarrer Michał Frencel aus Großpostwitz zwar zu wissen, dass die Sorben den Zernebog verehrten, kann dafür aber gleichzeitig keinerlei Hinweise mehr finden.
1780–1806 entstanden die sächsischen Meilenblätter, ein militärisches Kartenwerk. Darin wurde der Berg mit dem Doppelnamen „Schleifenberg / Zschernebog“ eingetragen. Felsen des Berggipfels trugen die Bezeichnung Hölle und Teufelssteine.
Aus Meschwitz (im Jahre 1885 94 % sorbische Bewohner) stammt ein Protokoll von 1804, in dem wird der Berg als Richtung eines Fahrweges ebenfalls bereits „Zschorna-Bogk“ genannt.
In den Akten der Stadt Bautzen, in deren Besitz sich der Berg damals befand und bis heute befindet, finden sich noch bis ins 19. Jahrhundert lediglich die Bezeichnungen Schleifberg, Exanberg oder Finsterwald. Die älteste überlieferte slawische Bezeichnung für eine Steingruppe auf dem Berggipfel ist Caczca (=kačka, „Ente“).

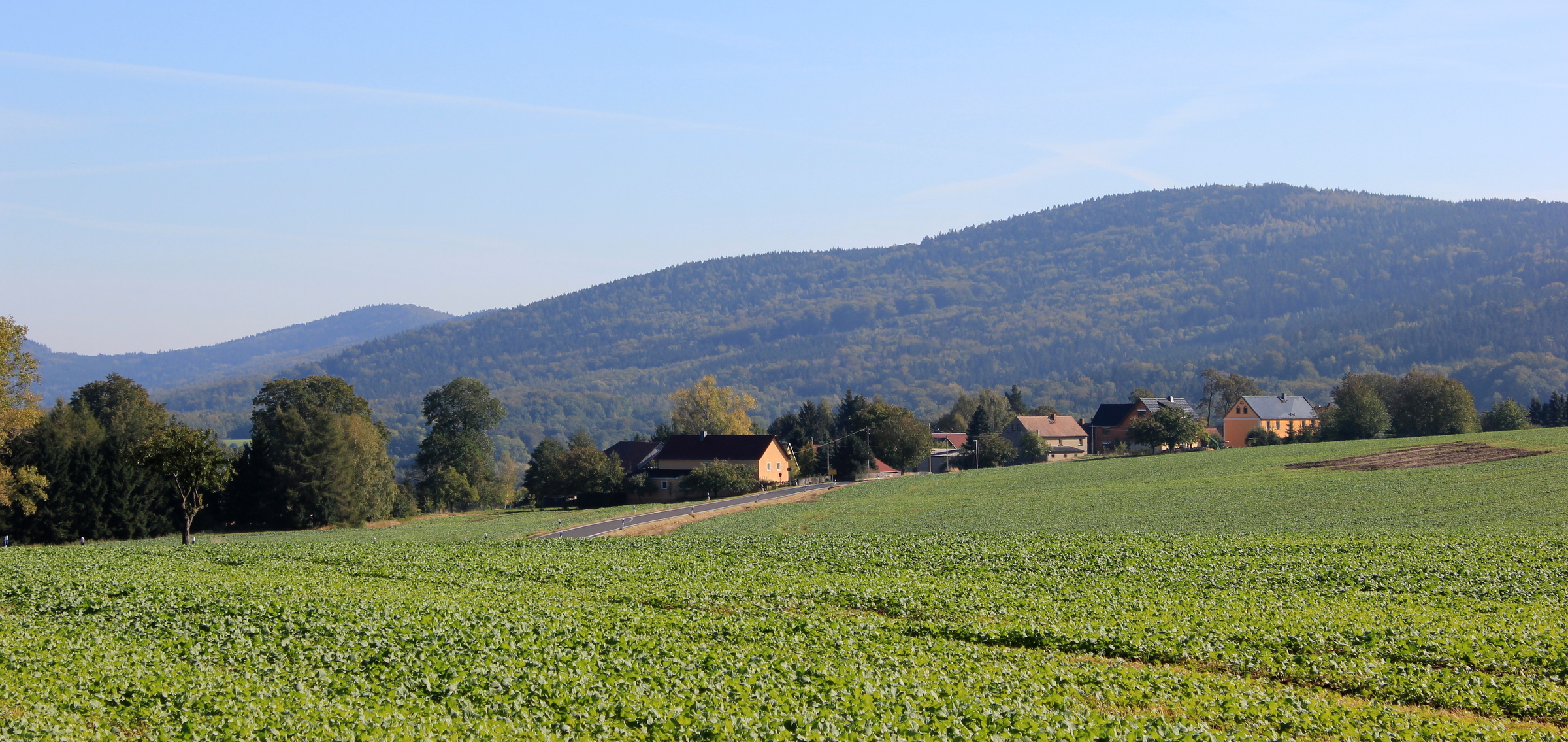
Die Nordseite des Czorneboh mit dem Dorf Pielitz

Als Namen eines nicht näher bezeichneten Berges „bei Wuißke“ taucht die Bezeichnung Czernebog auch in Karl Gottlob Antons „Erste Linien eines Versuchs über der Alten Slaven Ursprung, Sitten, Gebräuche, Meinungen und Kenntnisse“ (Leipzig 1783) auf. Vollkommen unabhängig davon erwähnt Anton aber an einer anderen Stelle seines Werkes den Schleifberg sowie dessen slawischen Namen Praschwiza. Sieben Jahre später wird das Wissen um einen vermeintlichen Berg Czernebog erstmals im „Lausizischen Wochenblatt“ erwähnt, auch hier als nicht näher bezeichneter Berg bei Wuißke und mit offensichtlicher Bezugnahme auf die Schrift Antons. 1791 ist schließlich im 6. Heft der „Lausizischen Monatsschrift“ eindeutig der heutige Czorneboh als solcher bezeichnet. Antons Zeitgenosse Adolf Traugott von Gersdorff bezeichnete in seinen topographischen Zeichnungen den Berg erstmals 1789 als „Meschwitzer Berg oder Zschernebug“ und hielt an dieser Bezeichnung (später Tschernebog geschrieben) fest.

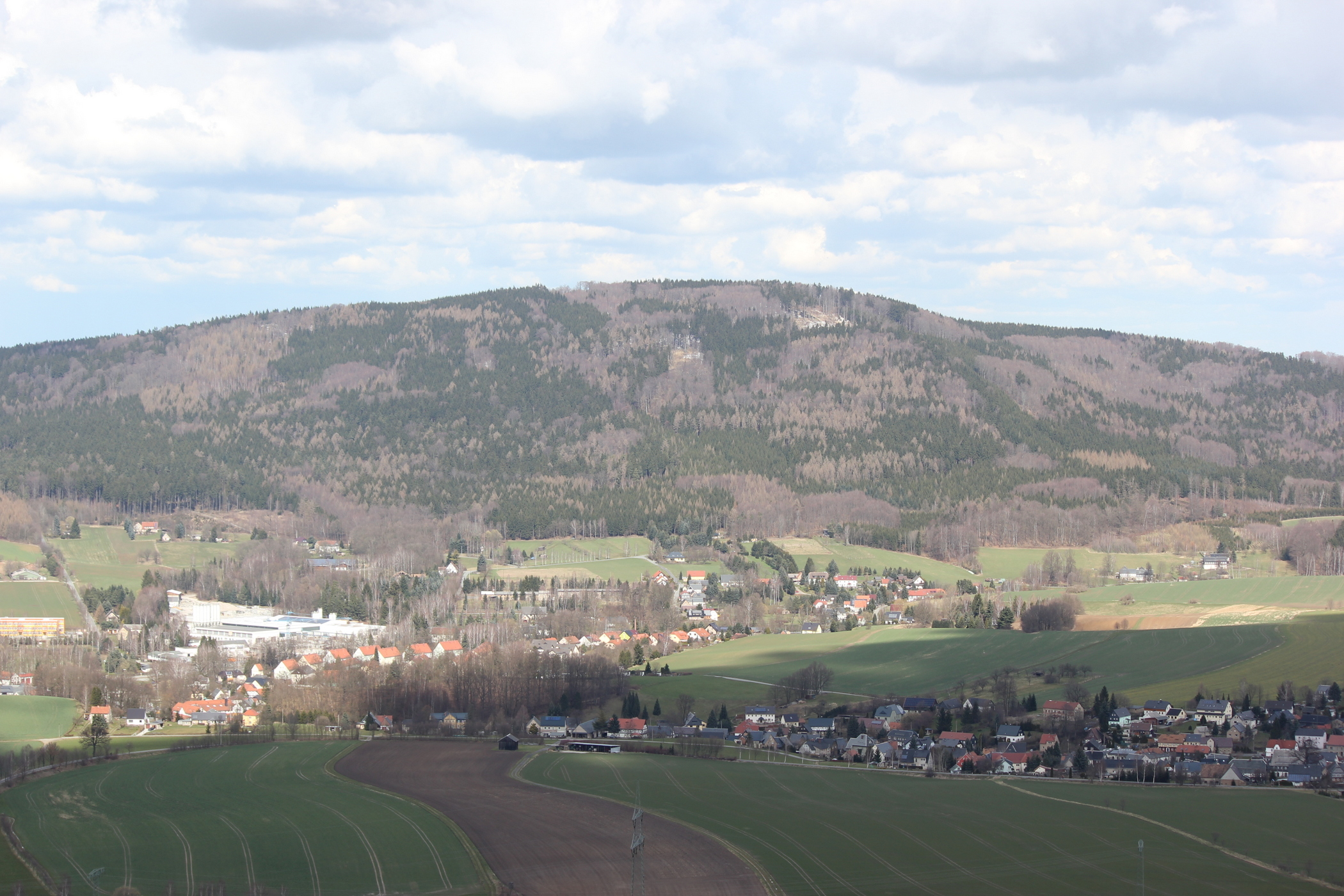
Die Südseite des Berges mit Cunewalde im Vordergrund

Getragen vom Geist der Romantik setzt er sich nun bis zur Mitte des 19. Jahrhunderts als alleinige Bezeichnung für den Berg der Name Czorneboh durch. Teufelssagen und Sagen um eine angebliche slawische Kultstätte auf dem Czorneboh werden mit dem neuen Namen in Verbindung gebracht oder möglicherweise neu erfunden. Karl Benjamin Preusker erwähnte in seinem Werk „Ober-Lausitzische Altertümer“ von 1828 verschiedene Sagen und „mancherlei Volksmärchen“, die sich um die Felsen des Czorneboh rankten. Wie zum Beispiel, über ein Götterorakel, Teufelsplätze, Wallfahrten und Opfer der „heidnischen Wenden“, sowie Spekulationen über Zerstörungen und vergrabene „altertümliche Gegenstände“. In seinem späteren umfangreicheren Werk von 1841 zeigt er sogar eine detaillierte Karte mit verschiedenen sagenhaften Plätzen, wie der Teufelskanzel, dem Teufelsfenster, der Hölle und dem Kessel (Opferkessel). Die ersten ausführlichen Sagen tauchten 1839 in Heinrich Gottlob Gräves „Volkssagen und volksthümliche Denkmale der Lausitz“ auf. Um die Mitte des Jahrhunderts gibt es dann bereits mehr als ein halbes Dutzend.
Der Bautzener Pfarrer, Historiker und Chronist Dr. Erwin Wienecke kritisierte 1927: „Für ein fruchtloses ‚Beweisenwollen‘ interessierte man sich vor der Öffentlichkeit mehr als für ein folgerichtiges, endgültiges Totschlagen“. Er initiierte die Rückbenennung des Czorneboh in den urkundlich 1571 dokumentierten deutschen und damit aus seiner Sicht einzig richtigen Namen Schleifberg. Sein nachdrückliches Drängen stieß bei den nationalsozialistischen Entscheidungsträgern auf offene Ohren und wurde im Zuge der Eindeutschung von Ortsnamen verbindlich gemacht.
Im Spannungsfeld der Umbenennung befragten 1937 Wladimir Schütze, Friedrich Sieber und Paul Nedo in einer von ihnen geheim gehaltenen Studie ältere Sorben im Umland des Czorneboh. Es zeigte sich, dass einige der Befragten „Na Čornyboh“ sagten und damit „auf den schwarzen Gott“ meinten, mitunter sagten sie jedoch auch „Na Čornyboku“ und meinten damit „auf der schwarzen Seite“ (čorny bok) des Berges im Sinne von Schattenseite bzw. Nordseite. Möglicherweise führte die Ähnlichkeit der Worte zu Verwechslungen. Der Begriff Schleifberg war allen befragten Sorben bis dahin gänzlich unbekannt. Die Namensänderung in Schleifberg wurde nach 1945 zurückgenommen.

## Infrastruktur

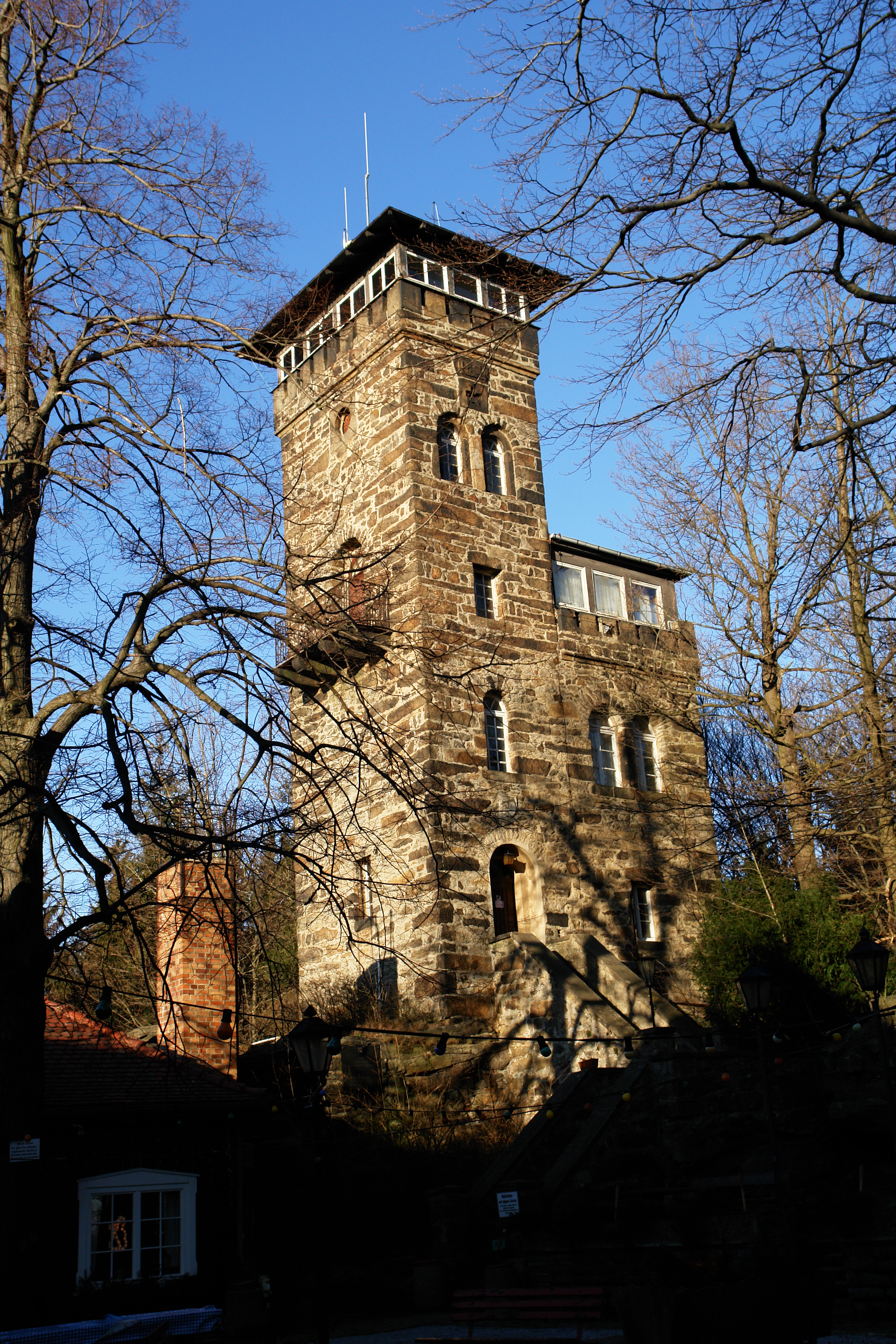
Aussichtsturm auf dem Czorneboh

Auf dem Berg befindet sich ein 23 m hoher Aussichtsturm aus dem 19. Jahrhundert und eine Gaststätte mit einem Biergarten. Der Bau wurde 1850 durch den Oberförster Walde aus Wuischke beim Stadtrat von Bautzen beantragt. Zunächst wurde der Turm nach dem Entwurf des Architekten Traugott Hobjan aus Bautzen durch den Malermeister Karl Traugott Eichler aus Lauba errichtet. Dieser wurde am 17. Mai 1851 vollendet und 1852 zusammen mit dem Wirtshaus eröffnet. Im Jahr 1856 wurde ein Brunnen fertiggestellt. Der steinerne Turm ist der älteste seiner Art in der Oberlausitz. Im Jahr 1928 erhielt der Turm einen hölzernen Aufbau, der jedoch am 19. Dezember 1944 abbrannte. Aufgrund seiner Nähe zu Bautzen und der guten Infrastruktur am Berg ist der Gipfel des Czorneboh ein beliebtes Ausflugsziel.
Die Gaststätte war seit dem 1. Oktober 2013 vorübergehend geschlossen und wurde anschließend umfassend durch die Stadt Bautzen saniert. Dazu gehörten Dach, Wände, Fußböden, Heizung, Lüftung und die Sanitäranlagen. Zudem wurde die Küche komplett neu eingerichtet.
Seit dem 16. April 2016 steht die Czornebohbaude wieder Touristen und Wanderern zur Einkehr offen.
Vor dem Turm stand seit 1904 ein Bismarckdenkmal von Anton Schwarz, das 1950 von FDJ-Aktivisten zerstört wurde. Am 6. Oktober 2021 stimmte der Hauptausschuss der Stadt Bautzen Plänen eines AfD-nahen Vereins zu, das Denkmal wieder aufzubauen. Nach scharfen Protesten gegen die Wiederaufbaupläne, unter anderem seitens des Sorbischen Instituts und der Domowina, sowie einer von mehr als 1500 Menschen unterzeichneten Petition hob der Stadtrat den Beschluss am 24. November 2021 auf.

## Religiöse Kultstätte
Bereits bevor der Czorneboh diesen mythologisch aufgeladenen Namen erhielt, verbanden sich mit der Steingruppe auf seinem Gipfel Vorstellungen von einer slawischen Kultstätte auf dem Berg. Der sorbische Pfarrer, Historiker und Sprachforscher Abraham Frencel nannte 1712 für die Nordseite des Berges die Bezeichnung „Prašwica“. Er leitete sie vom obersorbischen prašeć („fragen“) ab und übersetzte es als „Frageort“ bzw. „Frageberg“. Diese Deutung galt lange Zeit als Beleg eines einstigen Kultplatzes mit einem für die slawische Religion typischen Orakel auf dem Berggipfel. 1910 widersprach der sorbische Volkskundler Jan Awgust Jenč der Deutung Frencels, indem er eine Herleitung vom seltener verwendeten obersorbischen prašiwy annahm, was räudig, krätzig, schlecht, verkommen bzw. elend bedeutet. Heute favorisiert man diese Deutung und meint, dass damit das beschwerliche Besteigen des Berges bzw. die für die Steinbearbeitung unbrauchbaren Steine gemeint gewesen sein könnten. Konrad Botho erwähnt 1492 in seiner Sachsenchronik indirekt, dass bei der Götterverehrung der Slawen in der Lausitz Steine eine Rolle spielten, indem er über das Jahr 1116 von der Zerstörung des Abgottes „Flyns“ berichtet, der auf „einem Flynsstein“ stand. Archäologisch konnten keinerlei Hinweise auf eine vermeintliche Funktion der auf natürliche Weise entstandenen Steingruppe auf dem Czorneboh festgestellt werden.
Der Czorneboh wurde lange mit dem Bieleboh, dem Keulenberg bei Oberlichtenau und dem Sibyllenstein bei Elstra im gleichen Kontext vorchristlicher Religiosität gesehen. Im Sibyllenstein vermutete man ebenfalls einen Orakelort.
Eine Osterhebung des Czornebohbergzuges trägt die Felsengruppe des Hochsteins mit einer vorgeschichtlichen Wallanlage. In ihr vermutete Karl Benjamin Preusker 1841 einen heidnischen Opferplatz. Archäologische Untersuchungen um 1900 erbrachten eine slawische bzw. mittelalterliche Nutzung. Die Frage nach der Funktion der Anlage konnte nicht geklärt werden. Um 1350 sollen die Felsen einer Räuberbande als Versteck gedient haben, weswegen der Ort auf alten Karten auch Raubschloss genannt wurde und auf Sorbisch bis heute diesen Namen (Rubježny hród) trägt.
In der Umgebung des Czorneboh existieren die Reste von rund dreißig slawischen Burgwällen.
Aus dem Fund eines Steinbeiles und slawischer Scherben in Halbendorf im Gebirge, bronzezeitlichen Funden in Köblitz sowie zahlreichen sorbischen Flurbezeichnungen im Cunewalder Tal schlussfolgert man, dass auch der Süden des Czorneboh bereits in vorgeschichtlicher Zeit besiedelt war.
Auf der Schmoritz, einem Westausläufer des Czornebohbergzuges, haben sich ebenfalls die Reste eines Ringwalls erhalten. Er diente vermutlich in slawischer Zeit als Eisenschmelzstätte. Der Czornebohbergzug bildet zudem die südliche Grenze des Siedlungsgebiets der bronzezeitlichen „Lausitzer Kultur“.
Die hohe Dichte vorgeschichtlicher Zeugnisse auf und um den Bergzug lassen eine religiöse Bedeutung des Berges zumindest möglich erscheinen.

## Sagen
Obwohl der Czorneboh als vorgeschichtlicher Kultplatz archäologisch bisher nicht belegt und damit strittig ist, war er schon in der Frühen Neuzeit Projektionsfläche vielfältiger mythologischer Vorstellungen. Ihren Hauptgegenstand bildete die Felsgruppe auf dem Gipfel des Berges. In ihnen vermeinte man aufgeschichtete Altäre, mit Opferbecken, Fackelhaltern und „Frageloch“ zu erkennen. Auf dem nahegelegenen „Hromadnik“ sah man, des Namens wegen, eine alte slawische Versammlungsstätte. Verbunden mit dem Aufleben regionalgeschichtlichen Interesses und der Rezeption mittelalterlicher und frühneuzeitlicher Historiographen, lag es dann nahe, im Finsterwald (ćěmny oder čorny lěs) auch den Kult des schwarzen Gottes (čorny bóh), Czorneboh, oder zumindest einer Nacht- und Todesgöttin Čornybóh-Pya zu verorten. Daneben finden sich auch klassische christliche Topoi, wie der „Teufelsfuß“, ein Stein mit einem Eindruck in Form eines Hufes, oder das „Teufelsfenster“ (gleichzeitig das besagte „Frageloch“) mit dazugehörender Sage vom „Teufelsfenster am Czorneboh“. Als Gegenpart zum Schwarzen Gott – Czorneboh steht der Weiße Gott – Bieleboh. Helmold von Bosau erwähnte diesen Gott indirekt als „Gott des Glücks“. Möglicherweise ist er identisch mit dem slawischen Sonnengott „Svantovit“. Auch dieser „Weiße Gott“ erhielt einen Berg in der Oberlausitz. Er befindet sich gegenüber dem Czorneboh am äußersten Rande des bisher bekannten Siedlungsgebietes der Milzener. In den sächsischen Meilenblättern von 1780–1806 wurde er zeitgleich mit dem „Zschernebog“ als „Der Pilobogg oder Beyersdorferberg“ eingetragen. Karl Benjamin Preusker zeichnete 1841 eine mit Sagen behaftete Steinformation des Berggipfels, die er als „Bielybog-Altar“ bezeichnete. Inwieweit es sich bei der Heiligkeit der Örtlichkeit um bloße Spekulation oder tatsächliche Überlieferung handelt ist strittig.
Czorneboh-Sagen sind zum Beispiel: „Die Koboldkammer auf dem Czornebog“, „Das Teufelsfenster am Czorneboh“, „Das Veilchen vom Czorneboh“, „Das Teufelsbecken auf dem Czorneboh“, „Der Goldkeller am Frageberg“, „Tschernebog und Bielbog“.

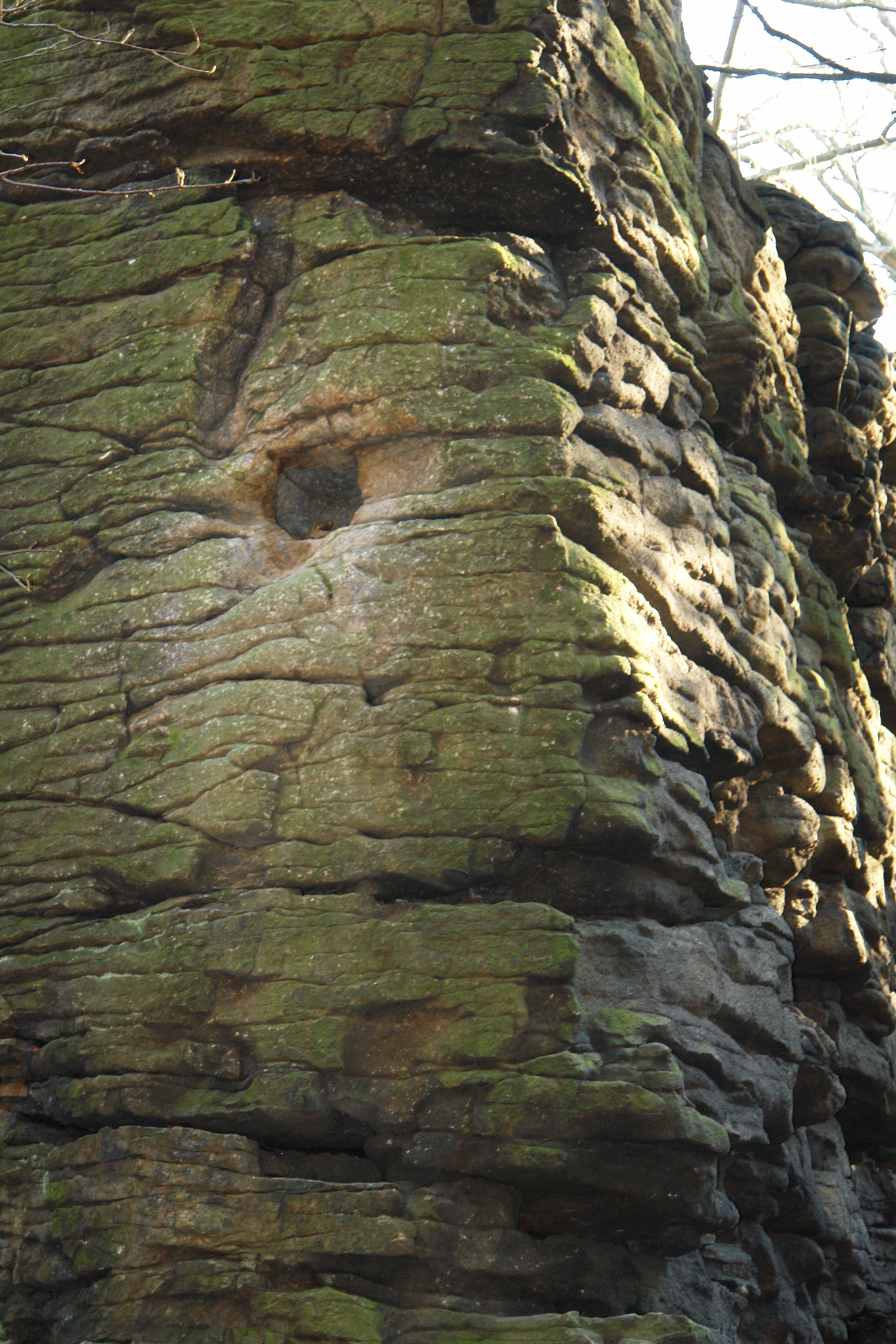
Das „Teufelsfenster“ bzw. „Frageloch“
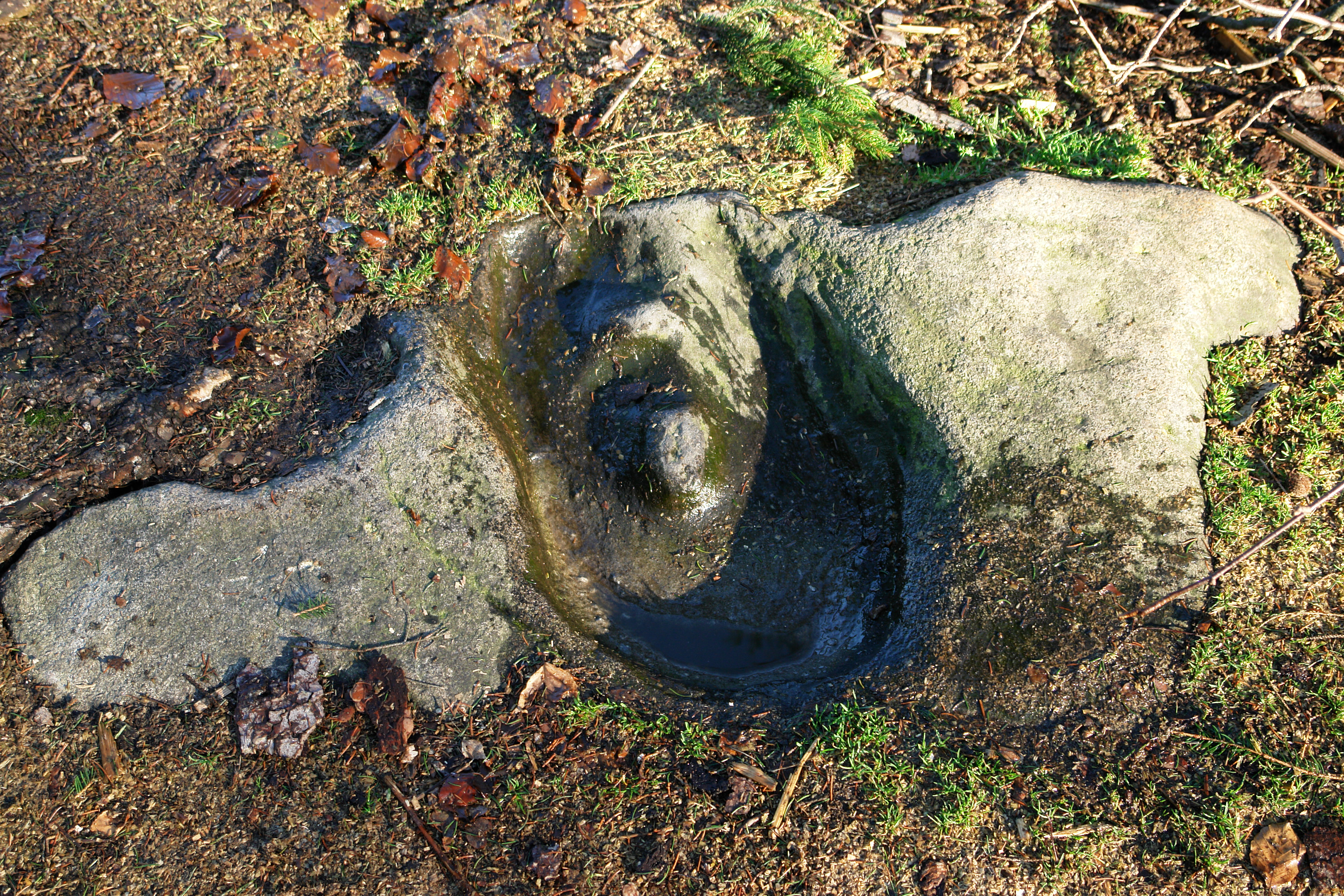
Der „Teufelsfuß“
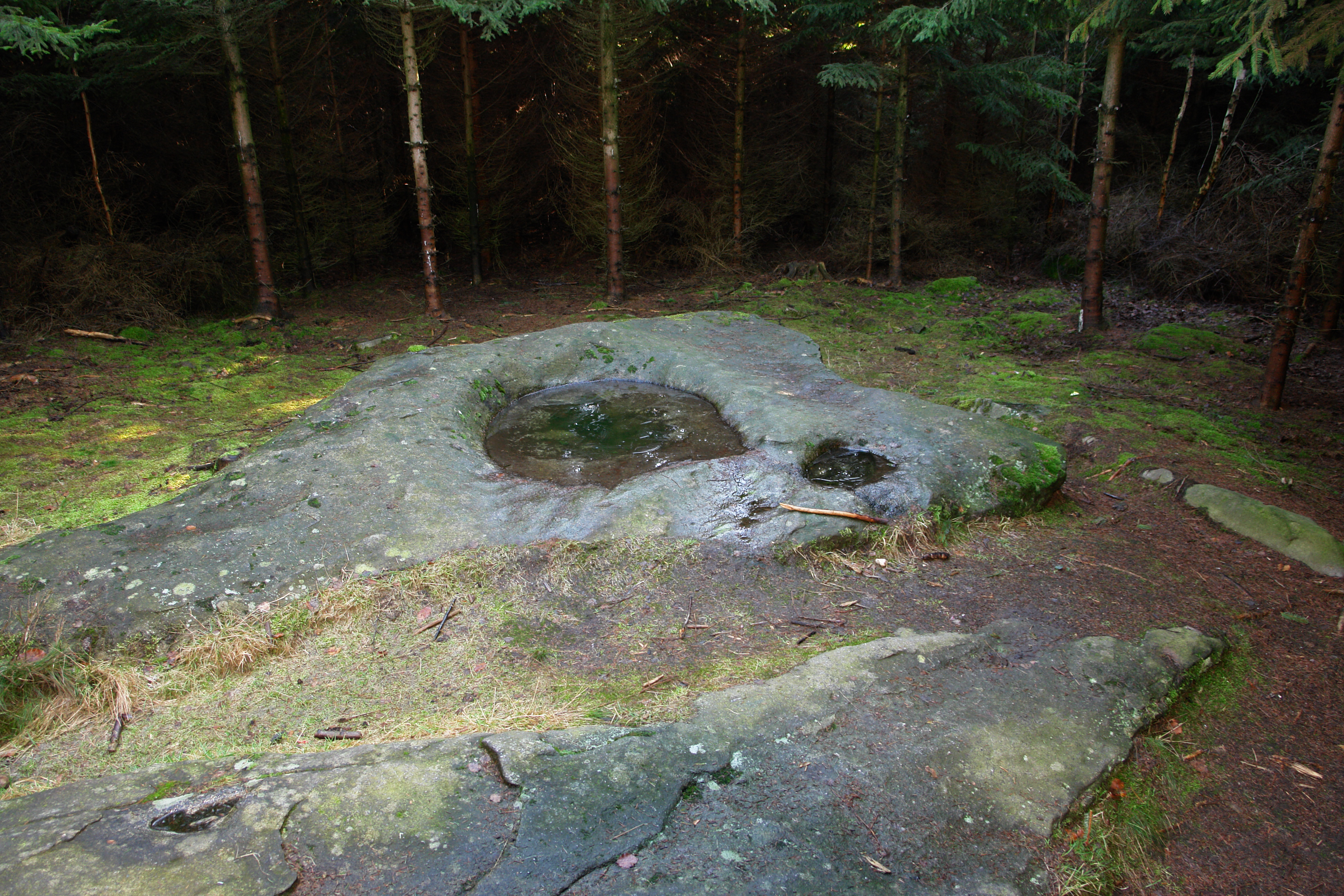
Das „Opferbecken“

## Sportveranstaltungen

### Laufsport
Bis Ende der 2010er Jahre fand am Czorneboh ausgehend von Cunewalde der Czorneboh-Lauf bzw. Czorneboh-Trail als Geländelauf statt.

### Radsport
Die Strecke über den Cunewalder Streitbuschweg und den Löbauer Weg bis zum Gipfel des Berges dient regelmäßig als Austragungsort des Bergfahrens am Czorneboh des sächsischen Landesverbands des Bund Deutscher Radfahrer. Die Veranstaltung ist Landesmeisterschaft im Bergzeitfahren.

## Sonnenphänomen
Seit 2008 untersucht die Volks- und Schulsternwarte „Bruno-H.-Bürgel“ in Sohland/Spree, Fachgruppe Archäoastronomie, verschiedene Felsen der Oberlausitz auf ihre Eignung für kalendarische Sonnenbeobachtungen.
Auf dem Czornebohgipfel wurden die Steinformationen „Ente“ und „Teufelskanzel von Rachlau“ (heute Teufelstisch) für kalendarische Sonnenbeobachtungen geeignet befunden und menschlicher Einfluss bei der Einrichtung der kalendarischen Sichtöffnungen für möglich gehalten. Das archäoastronomische Forschungsprojekt erhielt die Bezeichnung „Projekt Götterhand“ und die Felsobjekte, welche das kalendarische Sonnenbeobachtungsphänomen aufweisen werden als „Sonnenheiligtümer der Oberlausitz“ angesprochen.

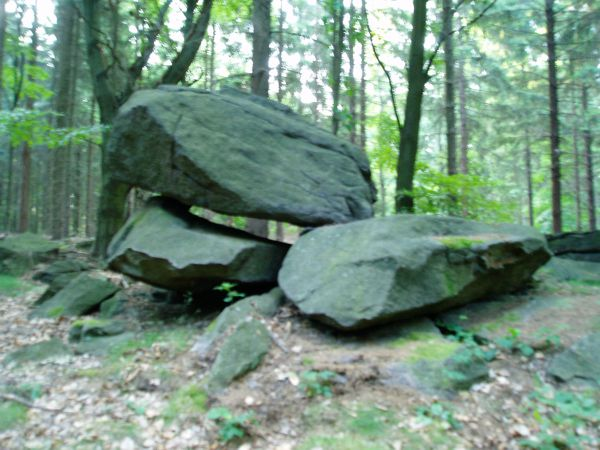
„Ente“, Beobachtungsstation der Sonnenwenden Sonnenauf- und -untergang
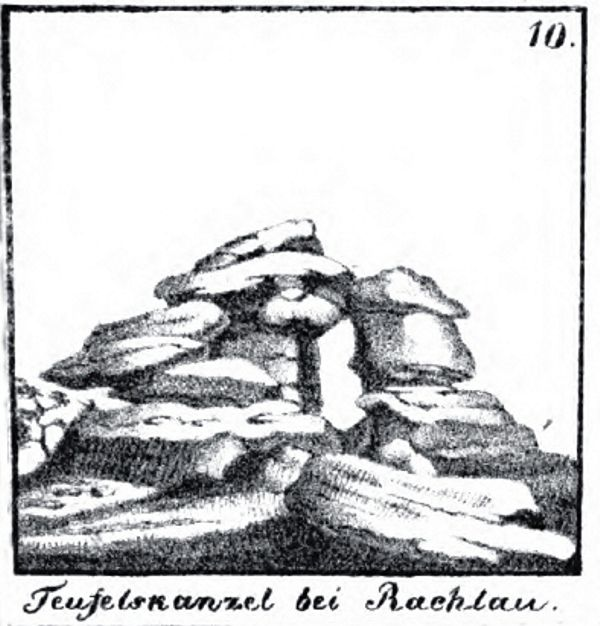
„Teufelskanzel von Rachlau“, Zeichnung von Karl Benjamin Preusker 1841
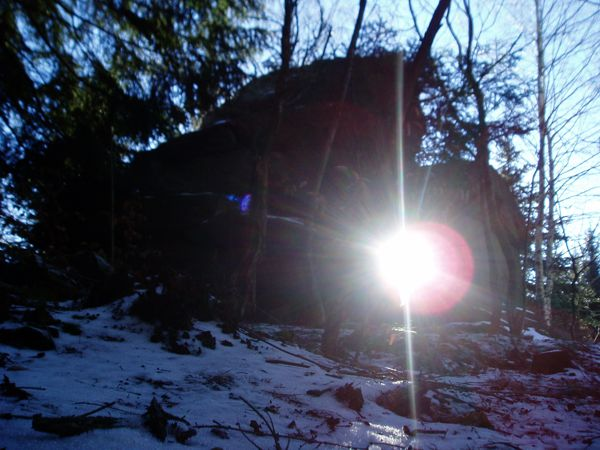
„Teufelskanzel von Rachlau“, Sonnendurchgang Wintersonnenwende gegen Mittag 2007